# Świątkowice (województwo łódzkie)
Świątkowice – wieś w Polsce położona w województwie łódzkim, w powiecie wieruszowskim, w gminie Lututów.
W latach 1975–1998 miejscowość położona była w województwie sieradzkim.
Wioska położona 12 km na pn. od Wielunia, wzmiankowana w 1406 r. W 1552 r. miała tu folwark Anna Kłomnicka, później wioska była w posiadaniu Tarnowskich herbu Jelita. Powstańczym naczelnikiem powiatu wieluńskiego w Powstaniu styczniowym był Pelagiusz Cielecki ze Świątkowic. Ostatnimi jej właścicielami byli Ciemieniewscy. W 1939 r. przebiegała tędy tzw. operacyjna linia czat (Grabów – Prosna – Ostrówka – Świątkowice – Wieluń – Warta – Parzymiechy), obsadzona przez oddział wydzielony z 10 DP, dowodzony przez płk. Jerzego Grobickiego. 
Znajduje się tu jeden z najpiękniejszych staropolskich dworów przykryty gontowym łamanym dachem polskim z "wolimi oczkami". Jest to budowla barokowa z końca XVIII w., na rzucie prostokąta, z portykiem wspartym na dwóch parach profilowanych słupów, przebudowana po 1960 r. 
W otoczeniu dworu park założony w poł. XIX w., a przebudowany w l. 1890–1900, o powierzchni 10,20 ha, z pomnikowymi okazami drzew i rzadkimi krzewami. Tuż przy dworze rośnie 600-letni cis. Przez park przepływa Struga Węglewska – dopływ Prosny.
Na lata 2009–2011 zapowiadana jest realizacja przebiegającego przez miejscowość, 70-kilometrowego traktu „kalisko–wieluńskiego” łączącego Kalisz z Wieluniem.

## Zabytki
Według rejestru zabytków Narodowego Instytutu Dziedzictwa na listę zabytków wpisane są obiekty:
- zespół dworski, koniec XVIII w., XX w.:
  - dwór, nr rej.: 959 z 30.12.1967
  - park, nr rej.: 373 z 31.12.1988